# Dina Romano
Dina Romano, pseudonimo di Geltrude Ricci (Pistoia, 16 febbraio 1876 – Roma, 7 novembre 1957), è stata un'attrice italiana.

## Biografia
Madre degli attori e doppiatori Carlo e Felice Romano, ha lavorato sia in teatro che alla radio. Nel 1935 entra a far parte del mondo del cinema e lavora come apprezzata caratterista, dotata di buon mestiere e di notevole sensibilità.
Partecipa a una cinquantina di film, dal 1933 al 1951, fra i quali si ricorda I promessi sposi di Mario Camerini (1941). 
Si è dedicata anche al doppiaggio: sua è la voce della strega nel primo doppiaggio italiano del film d'animazione Disney Biancaneve e i sette nani (doppiaggio del 1938).
Morì il 7 novembre 1957 all'età di 81 anni.

## Filmografia
- Acqua cheta, regia di Gero Zambuto (1933)
- Aldebaran, regia di Alessandro Blasetti (1935)
- Vecchia guardia, regia di Alessandro Blasetti (1935)
- Il serpente a sonagli, regia di Raffaello Matarazzo (1935)
- Re burlone, regia di Enrico Guazzoni (1935)
- Amo te sola, regia di Mario Mattoli (1935)
- Fiat voluntas Dei, regia di Amleto Palermi (1935)
- Ma non è una cosa seria, regia di Mario Camerini (1936)
- L'albero di Adamo, regia di Mario Bonnard (1936)
- L'antenato, regia di Guido Brignone (1936)
- I tre desideri, regia di Giorgio Ferroni (1937)
- Chi è più felice di me!, regia di Guido Brignone (1938)
- Le due madri, regia di Amleto Palermi (1938)
- L'albergo degli assenti, regia di Raffaello Matarazzo (1938)
- Mille lire al mese, regia di Max Neufeld (1939)
- Cavalleria rusticana, regia di Amleto Palermi (1939)
- Marionette, regia di Carmine Gallone (1939)
- Una moglie in pericolo, regia di Max Neufeld (1939)
- Gli ultimi della strada, regia di Domenico Paolella (1940)
- Sei bambine e il Perseo, regia di Giovacchino Forzano (1940)
- Amiamoci così, regia di Giorgio Simonelli (1940)
- San Giovanni decollato, regia di Amleto Palermi (1940)
- Piccolo alpino, regia di Oreste Biancoli (1940)
- Ecco la felicità!, regia di Marcel L'Herbier (1940)
- I promessi sposi, regia di Mario Camerini (1941)
- Primo amore, regia di Carmine Gallone (1941)
- Se non son matti non li vogliamo, regia di Esodo Pratelli (1941)
- Teresa Venerdì, regia di Vittorio De Sica (1941)
- La famiglia Brambilla in vacanza, regia di Carl Boese (1941)
- L'avventuriera del piano di sopra, regia di Raffaello Matarazzo (1941)
- Fedora, regia di Camillo Mastrocinque (1942)
- Un garibaldino al convento, regia di Vittorio De Sica (1942)
- Giorno di nozze, regia di Raffaello Matarazzo (1942)
- I nostri sogni, regia di Vittorio Cottafavi (1943)
- Il fidanzato di mia moglie, regia di Carlo Ludovico Bragaglia (1943)
- Il treno crociato, regia di Carlo Campogalliani (1943)
- Giacomo l'idealista, regia di Alberto Lattuada (1943)
- Sorelle Materassi, regia di Ferdinando Maria Poggioli (1944)
- Abbasso la miseria!, regia di Gennaro Righelli (1945)
- Il canto della vita, regia di Carmine Gallone (1945)
- Abbasso la ricchezza!, regia di Gennaro Righelli (1946)
- Il mondo vuole così, regia di Giorgio Bianchi (1946)
- I due orfanelli, regia di Mario Mattoli (1947)
- La Certosa di Parma, regia di Christian-Jaque (1947)
- I miserabili, regia di Riccardo Freda (1948)
- Molti sogni per le strade, regia di Mario Camerini (1948)
- La fiamma che non si spegne, regia di Vittorio Cottafavi (1949)
- Le mura di Malapaga, regia di René Clément (1949)
- Santo disonore, regia di Guido Brignone (1950)
- Amore e sangue, regia di Marino Girolami (1951)
- Anna, regia di Alberto Lattuada (1951)
- Mamma mia, che impressione!, regia di Roberto Savarese (1951)
- Don Camillo, regia di Julien Duvivier (1952)

## Doppiaggio
- La Regina Grimilde trasformata in strega cattiva in Biancaneve e i sette nani (ed. 1938)
- Lucille La Verne ne Le due città (riedizione del dopoguerra)
- Margaret Wycherly ne Il cucciolo